# Orli Znojmo
Orli Znojmo – czeski klub hokeja na lodzie z siedzibą w Znojmie.

## Historia
Klub został założony w 1933 roku, zaś swoje mecze rozgrywa w Hostan Arena.
Drużyna występowała w przeszłości w czeskiej Ekstralidze. W 2009 licencję gry w czeskiej Ekstralidze wykupił od Znojemští Orli klub HC Kometa Brno, który tym samym występuje od sezonu 2009/2010 w najwyższej klasie rozgrywkowej w Czechach.
Po dwóch latach występów w 1. lidze w maju 2011 rozpoczęły się pertraktacje mające na celu przyjęcie klubu do pierwotnie austriackiej, a obecnie międzynarodowej ligi Erste Bank Eishockey-Liga (EBEL). 2 czerwca 2011 poinformowano o przyjęciu Orli do EBEL. Umowa na występy w rozgrywkach jest ważna na trzy lata z możliwością przedłużenia (w praktyce zamyka to drogę do gry w lidze czeskiej, jako że rezygnacja i późniejszy ewentualny powrót wiąże się z degradacją i koniecznością rozpoczęcia gry od najniższej klasy rozgrywkowej).
Od kwietnia 2013 trenerem klubu był Jiří Režnar. Pod koniec grudnia 2016 szkoleniowcem został Roman Šimíček, który odszedł ze stanowiska na koniec stycznia 2018. W lutym 2018 głównym szkoleniowcem został Miroslav Fryčer.
W maju 2020 trener i menedżer klubu ogłosił, że z uwagi na pandemię COVID-19 klub wycofano z EBEL i przyjęto do 2. ligi czeskiej.
W połowie 2017 asystentem trenera został Tomáš Jakeš. Trener Miroslav Fryčer zmarł 27 kwietnia 2021.

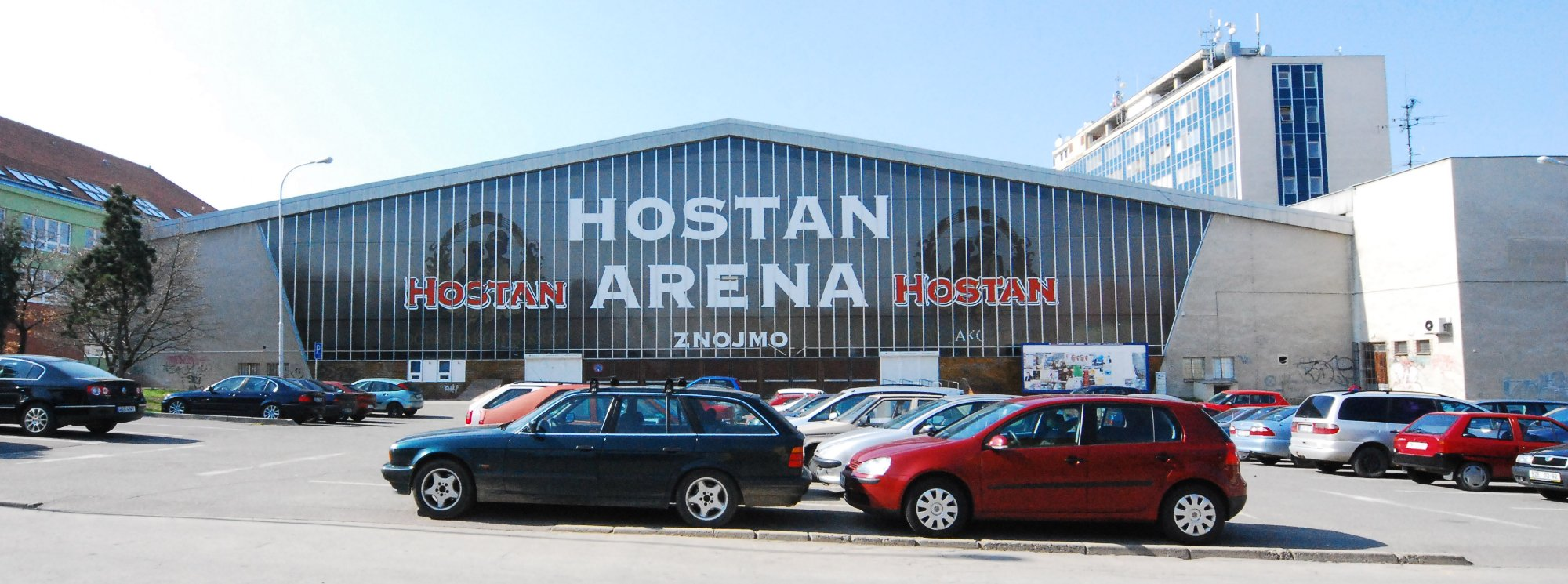
Hostan Arena

### Dotychczasowe nazwy
- 1933 – TJ Sokol Znojmo
- 1993 – SK Agropodnik Znojmo
- 1997 – HC Excalibur Znojemští Orli
- 2001 – HC JME Znojemští Orli
- 2006 – HC Znojemští Orli
- 2009 – Orli Znojmo

### Występy ligowe
- 1993–1994  Kwalifikacje do 2. ligi
- 1994–1997  2. liga
- 1997–1999  1. liga (dwukrotnie 1. miejsce)
- 1999–2009  Extraliga
- 2009–2011  1. liga
- 2011–2020  Erste Bank Eishockey-Liga
- 2020–  2. liga

## Sukcesy
- Mistrzostwo 1. ligi: 1998, 1999
- Awans do ekstraligi: 1999
- Tipsport Hockey Cup: 2003
- Półfinał play-off ekstraligi: 2006
- Finał rozgrywek EBEL: 2016